# Phelsuma dorsivittata
Espèce
Synonymes
- Phelsuma lineata dorsivittata Mertens, 1964

Statut de conservation UICN

 NT  : Quasi menacé
Statut CITES
Phelsuma dorsivittata est une espèce de geckos de la famille des Gekkonidae.

## Répartition
Cette espèce est endémique du Nord de Madagascar.

## Publication originale
- Mertens, 1964 : Fünf neue Rassen der Geckonengattung Phelsuma. Senckenbergiana Biologica, vol. 45, p. 99-112.